# Бяло знаме
Белите знамена са имали различни значения в исторически план и в зависимост от случая.

## Знаме на временно примирие или преговори
Бялото знаме е международно признат знак за прекратяване на военни действия, примирие или предложение за преговори. То също така е и символ на капитулация, когато по-слабата военна сила иска преговори. Бялото знаме показва, че приближаващият преговарящ е невъоръжен, със съзнание да се предаде или желание да говори. Хората, носещи или развяващи бяло знаме, не трябва да бъдат обстрелвани, нито да откриват огън. Използването на знамето като знак за капитулация е включена в Женевските конвенции.
Неправомерната употреба на белите знамена е забранена от военните закони и се счита за военно престъпление или измама. Има много докладвани случаи за такова поведение във военни конфликти. Такъв случай е използването на бели знамена от войниците за да се приближат и нападнат или откриването на огън по войници, които се опитват да се предадат, носейки бели знамена. Често след като по-слабата военна сила е разбита вместо бели знамена се използват по-удобни за носене означения като тениски или кърпи за глави. Най-популярния начин за правене на бяло знаме е да се забие прът и да се завържат два от краищата на бял плат на края и някъде към средата на пръта.

### Произход
За първи път белите знамена са използвани като символ на предаване по време на династията Източен Хан. В Римската империя историкът Публий Корнелий Тацит описва капитулация с използване на бяло знаме през 109 г., като дотогава римските войници са се предавали, носейки щитовете си над главите. Бялото знаме е често използвано в Западна Европа през Средновековието като символ на предаване. Белият цвят е използван основно защото показва, че носещите го хора са извън боя. Пленниците и заложниците, пленени в битката трябва да поставят парче бяла хартия върху шапката или шлема си, а предалите се гарнизони, ако искат безопасно прекарване, трябва да носят бели жезли. През 1625 г., в книгата на Хуго Гроций „Върху военните закони и мира“ (De jure belli ac pacis), един от основните текстове на международния закон, бялото знаме е описано като „символ за искане на преговори, който замества обяснението с думи“.

## Омеяди
Омеядската династия властва деветдесет години (661-750) над ислямския свят и използват бялото като означаващ цвят за да напомнят за първата победа на Мохамед при Бадр и същевременно да се различават от Абасидите, които използват черно. Поради това бялото е един от панарабските цветове.

## Кралство Франция
По време на т.нар. Ancien Régime, започнал в началото на 17 век, кралският флаг на Франция е чисто бяло знаме, като понякога върху него има хералдически лилии или герба на ордена на Светия дух.
Белият цвят също така е използван като символ на военна команда от главнокомандващия френската армия. Бяла ивица върху полковия флаг различавала френските войници от дипломатите, представящи Франция, за да се избегнат инциденти при капитулации. Френските войски във Американската война за независимост се бият под бяло знаме.
Френските военноморски сили използват белия флаг като знаме за линейните кораби. По-малките кораби имат други знамена, като например бяло знаме с хералдически лилии. Търговските и частните кораби си създават собствени знамена, за да представят Франция, но им е забранено да развяват бяло знаме.
По време на Френската революция бялото знаме е сменено от трикольор в синьо, бяло и червено. То става символ на френските роялисти и е върнато през Бурбонската реставрация, откогато е символ на цареубийство. Старото знаме е върнато след Юлската революция (1830) и оттогава насам е национален флаг на Франция. През 1873 г. опит за реставрация на монархията се проваля, защото гласеният за крал Анри V отказва да приеме трона без връщането на бялото знаме.

## Автомобилни състезания
В състезанията на Международната автомобилна федерация белият флаг предупреждава за бавна кола по-напред. В другите наддпевари бялото знаме, спуснато от стартовата кула показва, че водача в състезанието прави последната си обиколка. Също така може да се използва за предупреждение на първия да избегне объркване сред другите състезатели. Водачите могат да развяват малки бели знамена след катастрофа, за да покажат, че са се отървали без рани.

## Будистки и конфуциански страни
В будизма бялото е символ на скръбта, така че в страните, които го изповядват, бялото знаме има значението на черното знаме в останалите страни.

## Талибански Афганистан
По време на Афганистанската гражданска война талибаните използват бялото знаме като свой символ. Когато те превземат Кабул през 1996 г. националното знаме на Афганистан става бялото знаме, което символизира чистотата на вярата и властта. През 1997 г. е добавен текстът на шехадета.

## Кланът Минамото
По време на войната Генпей (1180-1185) кланът Минамото се бие под бяло знаме, а кланът Тайра - под червено. Тъй като последвалите шогуни са наследници на клана Минамото, бялото знаме е национален флаг до 1868 г., краят на шогуната Токугава, когато е приета международната му употреба.